# Zdzisław Witkowski
Zdzisław Witkowski, pseudonim „Kędzior”, „Płomień” (ur. 1927, zm. 24 lutego 2018 w Łomży) – polski żołnierz podziemia niepodległościowego w czasie II wojny światowej oraz powojennego podziemia antykomunistycznego, działacz kombatancki.

## Życiorys
W czasie okupacji niemieckiej, działał pod pseudonimem „Kędzior” w ramach Armii Krajowej na Lubelszczyźnie w oddziale kpt. „Chmury”. Pod koniec II wojny światowej pełnił także służbę w ramach Służby Ochrony Kolei w Czyżewie, zaś w maju 1945 wstąpił do Narodowego Zjednoczenia Wojskowego, gdzie posługiwał się pseudonimem „Płomień”. W stopniu plutonowego pełnił funkcję dowódcy 12-osobowej drużyny, a od września 1946 był zastępcą dowódcy oddziału Pogotowia Akcji Specjalnej przy Komendzie Powiatu NZW Ostrów Mazowiecka dowodzonego przez por. Zbigniewa Żwańskiego ps. „Noc”. Zdzisław Witkowski był również dowódcą oddziału żandarmerii przy Komendzie Powiatu NZW. Jego oddział operował w okolicach Czerwonego Boru, Czyżewa, Ostrowi Mazowieckiej i Wysokiego Mazowieckiego dokonując ataków na funkcjonariuszy UB, KBW i żołnierzy Armii Czerwonej w tym ataku na sowiecki konwój na stacji kolejowej w Zarembach Kościelnych, a także akcji przeciwko funkcjonariuszom MO i LWP. W marcu 1947 ujawnił się na mocy amnestii. Ostatnie lata życia spędził w Łomży. Jako działacz kombatancki związany był ze Związkiem Żołnierzy Narodowych Sił Zbrojnych. W okresie poprzedzającym śmierć był jednym z ostatnich żyjących oficerów okresu powojennego podziemia antykomunistycznego (miał stopień podporucznika).